# فردریکو لوسنهوف
فردریک لوسنهوف (انگلیسی: Federico Lussenhoff؛ زادهٔ ۱۴ ژانویهٔ ۱۹۷۴) بازیکن سابق فوتبال اهل آرژانتین است که در پست مدافع میانی بازی می‌کرد.
در دوران حرفه‌ای که تقریباً ۲۰ سال به طول انجامید، او برای باشگاه‌هایی در مکزیک و اسپانیا به غیر از کشور خودش بازی کرد.